# جان‌الله کریمی مطهر
جان‌الله کریمی مطهر (متولد ۱۳۴۳) ادب‌پژوه ایرانی و استاد گروه زبان و ادبیات روسی دانشگاه تهران است.
آثار او به‌عنوان کتاب درسی در دانشگاه‌های ایران تدریس می‌شود.
او سردبیری پژوهش‌نامه انتقادی متون و برنامه‌های علوم انسانی را بر عهده دارد.
کریمی مطهر از سال ۱۳۸۸ تا ۱۳۹۰ ریاست انتشارات دانشگاه تهران را عهده‌دار بود.

## آثار
- روسی در سفر، تهران، استاندارد. چاپ اول ۱۳۷۹، چاپ پانزدهم ۱۳۸۸.
- کاربرد عملی افعال حرکتی در زبان روسی، تهران، ۱۳۸۱، انتشارات سمت و پژوهشگاه علوم انسانی و مطالعات فرهنگی.
- قرآن در اشعار الکساندر پوشکین، تهران، ۱۳۸۴، انتشارات پژوهشگاه علوم انسانی و مطالعات فرهنگی.
- تئوری ادبیات، تهران، ۱۳۸۶، انتشارات دانشگاه تهران.
- تاریخ ادبیات روسیه (از ابتدا تا پایان قرن نوزدهم)، تهران، ۱۳۸۸، انتشارات پژوهشگاه علوم انسانی و مطالعات فرهنگی.
- تاریخ ادبیات قرن بیستم روسیه، تهران، ۱۳۸۸، انتشارات پژوهشگاه علوم انسانی و مطالعات فرهنگی.
- آثار برگزیده آنتون پاولویچ چخوف، تهران، ۱۳۸۹، انتشارات جهاد دانشگاهی واحد تهران.
- ادبیات روسی، تهران، ۱۳۸۹، مرکز نشر دانشگاهی.
- الکساندر پوشکین و مشرق‌زمین، تهران، ۱۳۹۰، انتشارات پژوهشگاه علوم انسانی و مطالعات فرهنگی.
- درآمدی بر ادبیات: کتاب آموزشی برای دانشجویان ایرانی زبان و ادبیات روسی، تهران ۱۳۹۱، (چاپ دوم ۱۳۹۳)، انتشارات دانشگاه تهران.
- نیکالای گومیلیوف و مشرق‌زمین، تهران، ۱۳۹۱، پژوهشگاه علوم انسانی و مطالعات فرهنگی و انجمن ایرانی زبان و ادبیات روسی.
- سعدی و شاعران روس، تهران، ۱۳۹۶، انتشارات دانشگاه تهران
- حافظ و شاعران روس، تهران، ۱۳۹۷ انتشارات دانشگاه تهران.

### ترجمه‌ها
- باغ آلبالو، آنتون پاولوویچ چخوف، تهران، ۱۳۸۳، انتشارات علم و ادب.
- انسان و امیال، میخائیل لرمانتف، تهران، ۱۳۸۵، انتشارات قطره.
- اعجوبه و چند داستان دیگر، واسیلی شوکشین، تهران، ۱۳۹۲، انتشارات جهاد دانشگاهی واحد تهران.
- رفتار قهرمانان چخوف، اِمّا آرتمیونا پُلاتسکایا، تهران، ۱۳۹۴.
- عندلیبان، اشعار سالهای ۱۸۹۹–۱۸۸۶ ایوان بونین. تهران، ۱۳۹۵، انتشارات جهاد دانشگاهی واحد تهران.